# Vehkaluoto (ö i Birkaland)
Vehkaluoto är en ö i Finland. Den ligger i sjön Parkanonjärvi och i kommunen Parkano i den ekonomiska regionen  Nordvästra Birkalands ekonomiska region  och landskapet Birkaland, i den sydvästra delen av landet, 220 km nordväst om huvudstaden Helsingfors. Öns area är 2,9 hektar och dess största längd är 320 meter i sydöst-nordvästlig riktning.